# Tennis Borussia Berlin 1999-2000
Questa voce raccoglie le informazioni riguardanti il Tennis Borussia Berlin nelle competizioni ufficiali della stagione 1999-2000.

## Stagione
Nella stagione 1999-2000 il Tennis Borussia Berlino, allenato da Winfried Schäfer, concluse il campionato di 2. Bundesliga al 13º posto e fu escluso dal campionato. In Coppa di Germania il Tennis Borussia Berlino fu eliminato al terzo turno dall'Hertha Berlino.

## Rosa
| N. |                                 | Ruolo | Calciatore         |
| -- | ------------------------------- | ----- | ------------------ |
| 1  | Svizzera (bandiera)             | P     | Andreas Hilfiker   |
| 2  | Germania (bandiera)             | D     | Marko Tredup       |
| 3  | Svizzera (bandiera)             | D     | Marco Walker       |
| 4  | Slovacchia (bandiera)           | D     | Ivan Kozák         |
| 5  | Germania (bandiera)             | D     | Jens Melzig        |
| 6  | Grecia (bandiera)               | D     | Olaf Kapagiannidis |
| 7  | Marocco (bandiera)              | C     | Abderrahim Ouakili |
| 8  | Bosnia ed Erzegovina (bandiera) | C     | Bruno Akrapović    |
| 9  | Macedonia del Nord (bandiera)   | A     | Saša Ćirić         |
| 10 | Spagna (bandiera)               | C     | Francisco Copado   |
| 11 | Russia (bandiera)               | A     | Sergej Kir'jakov   |
| 12 | Germania (bandiera)             | D     | Stefan Malchow     |
| 13 | Germania (bandiera)             | A     | Enrico Kern        |
| 14 | Macedonia del Nord (bandiera)   | C     | Artim Shakiri      |
| 15 | Turchia (bandiera)              | D     | Taşkın Aksoy       |
| 16 | Germania (bandiera)             | P     | Roman Görtz        |
| 17 | Serbia e Montenegro (bandiera)  | C     | Ifet Taljević      |
| 18 | Germania (bandiera)             | A     | Niclas Weiland     |

| N. |                                 | Ruolo | Calciatore        |
| -- | ------------------------------- | ----- | ----------------- |
| 19 | Croazia (bandiera)              | C     | Tonci Boban       |
| 20 | Germania (bandiera)             | A     | Uwe Rösler        |
| 21 | Germania (bandiera)             | C     | Manuel Benthin    |
| 22 | Germania (bandiera)             | D     | Matthias Hamann   |
| 23 | Polonia (bandiera)              | C     | Zbigniew Szewczyk |
| 24 | Gambia (bandiera)               | C     | Abu Njie          |
| 25 | Germania (bandiera)             | C     | Ansgar Brinkmann  |
| 26 | Germania (bandiera)             | A     | Mike Lünsmann     |
| 27 | Germania (bandiera)             | C     | Christian Tiffert |
| 28 | Bosnia ed Erzegovina (bandiera) | C     | Bayram Sabani     |
| 29 | Germania (bandiera)             | A     | Michael Fuß       |
| 30 | Germania (bandiera)             | P     | Thaddäus Bohne    |
| 31 | Germania (bandiera)             | C     | Goya Jaekel       |
| 32 | Nigeria (bandiera)              | A     | Ebi Empere        |
| 33 | Rep. Ceca (bandiera)            | D     | Jan Suchopárek    |
| 35 | Serbia e Montenegro (bandiera)  | C     | Dusko Adamović    |
| 36 | Germania (bandiera)             | P     | Nico Creutzmann   |

## Organigramma societario
Area tecnica
- Allenatore: Winfried Schäfer
- Allenatore in seconda:
- Preparatore dei portieri:
- Preparatori atletici: Olaf Wehmer

## Calciomercato

### Sessione estiva
| Acquisti | Acquisti           | Acquisti              | Acquisti |
| R.       | Nome               | da                    | Modalità |
| -------- | ------------------ | --------------------- | -------- |
| D        | Taşkın Aksoy       | Kayserispor           |          |
| C        | Manuel Benthin     | Amburgo II            |          |
| C        | Ansgar Brinkmann   | Eintracht Francoforte |          |
| A        | Saša Ćirić         | Norimberga            |          |
| P        | Andreas Hilfiker   | Norimberga            |          |
| A        | Sergej Kir'jakov   | Amburgo               |          |
| C        | Abu Njie           | Bayer Leverkusen II   |          |
| C        | Abderrahim Ouakili | Monaco 1860           |          |
| A        | Uwe Rösler         | Kaiserslautern        |          |
| D        | Jan Suchopárek     | Strasburgo            |          |

| Cessioni | Cessioni         | Cessioni          | Cessioni |
| R.       | Nome             | a                 | Modalità |
| -------- | ---------------- | ----------------- | -------- |
| P        | Goran Ćurko      | Lokomotive Lipsia |          |
| A        | Geir Frigård     | Sedan             |          |
| A        | Harun Isa        | Erzgebirge Aue    |          |
| A        | Aykut Karan      | Gençlerbirliği    |          |
| A        | Kreso Kovacec    | Hansa Rostock     |          |
| C        | Toni Mičevski    | Pelister          |          |
| A        | Igor Momirovski  | TeBe Berlino II   |          |
| C        | Faruk Namdar     | Hannover 96       |          |
| D        | Dejan Raičković  | Carl Zeiss Jena   |          |
| C        | Dirk Rehbein     | BFC Dynamo        |          |
| A        | Goran Stankovski | TeBe Berlino II   |          |
| A        | Tony Sterjovski  | TeBe Berlino II   |          |

### Sessione invernale
| Acquisti | Acquisti      | Acquisti | Acquisti |
| R.       | Nome          | da       | Modalità |
| -------- | ------------- | -------- | -------- |
| C        | Artim Shakiri | Vardar   |          |

| Cessioni | Cessioni         | Cessioni               | Cessioni |
| R.       | Nome             | a                      | Modalità |
| -------- | ---------------- | ---------------------- | -------- |
| D        | Fahed Dermech    | Eintracht Braunschweig |          |
| C        | Celaleddin Kocak | Altay                  |          |

## Risultati

### 2. Bundesliga

#### Girone di andata
| Arbitro: | Jansen |

|                            |           |                                  |
| Kreuz 18’ (rig.) Linke 25’ | Marcatori | 14’ Copado 33’ Ćirić 68’ Ouakili |

| Arbitro: | Sippel |

|                          |           |                |
| Kir'jakov 40’ Walker 89’ | Marcatori | 44’, 48’ Krieg |

| Arbitro: | Wezel |

|                                  |           |                              |
| Schmidt 52’ (rig.) von Ahlen 88’ | Marcatori | 60’ (rig.), 83’ (rig.) Ćirić |

| Arbitro: | Kircher |

|                         |           |  |
| Brinkmann 59’ Ćirić 86’ | Marcatori |  |

| Arbitro: | Kammerer |

|                |           |            |
| Hasenhüttl 78’ | Marcatori | 15’ Walker |

| Arbitro: | Schmidt |

|            |           |  |
| Ouakili 2’ | Marcatori |  |

| Arbitro: | Kreyer |

|                         |           |  |
| Reichel 14’ Walther 33’ | Marcatori |  |

| Arbitro: | Margenberg |

|                      |           |  |
| Ćirić 58’ Hamann 64’ | Marcatori |  |

| Arbitro: | Steinborn |

|                       |           |                                                         |
| Weber 29’ Peschel 72’ | Marcatori | 1’, 85’, 90’ Rösler 38’ Tredup 41’ Kir'jakov 57’ Copado |

| Arbitro: | Trautmann |

|            |           |                                     |
| Rösler 18’ | Marcatori | 81’ Latoundji 83’ Beeck 90’ Miriuță |

| Arbitro: | Hauer |

|                           |           |                  |
| Suchopárek 6’ Ouakili 65’ | Marcatori | 5’, 50’ van Lent |

| Mannheim 19 novembre 1999, ore 18:00 CET 12ª giornata | Waldhof Mannheim | 0 – 0 referto | TeBe Berlino | Carl-Benz-Stadion (6 000 spett.)\| Arbitro: \| Fandel \| |
| Arbitro:                                              | Fandel           |               |              |                                                          |

| Berlino 28 novembre 1999, ore 15:00 CET 13ª giornata | TeBe Berlino | 0 – 0 referto | Kickers Offenbach | Mommsenstadion (3 254 spett.)\| Arbitro: \| Frank \| |
| Arbitro:                                             | Frank        |               |                   |                                                      |

| Colonia; 5 dicembre 1999, ore 15:00 CET 14ª giornata | Fortuna Colonia | 0 – 0 referto | TeBe Berlino | Südstadion (800 spett.)\| Arbitro: \| Weiner \| |
| Arbitro:                                             | Weiner          |               |              |                                                 |

| Arbitro: | Scheppe |

|                              |           |               |
| Rösler 39’ Kramny 67’ (aut.) | Marcatori | 66’ Policella |

| Arbitro: | Kircher |

|                      |           |  |
| Leitl 4’ Driller 65’ | Marcatori |  |

| Berlino 17 dicembre 1999, ore 19:00 CET 17ª giornata | TeBe Berlino | 0 – 0 referto | Chemnitz | Mommsenstadion (2 264 spett.)\| Arbitro: \| Schütz \| |
| Arbitro:                                             | Schütz       |               |          |                                                       |

#### Girone di ritorno
| Arbitro: | Hufgard |

|                |           |             |
| Ćirić 11’, 56’ | Marcatori | 86’ Bounoua |

| Karlsruhe 20 febbraio 2000, ore 15:00 CET 19ª giornata | Karlsruhe | 0 – 0 referto | TeBe Berlino | Wildparkstadion (13 400 spett.)\| Arbitro: \| Hauer \| |
| Arbitro:                                               | Hauer     |               |              |                                                        |

| Arbitro: | Kammerer |

|           |           |                               |
| Ćirić 28’ | Marcatori | 68’ Xie 76’ (rig.) Lämmermann |

| Arbitro: | Sippel |

|                    |           |             |
| Klasnić 51’ (rig.) | Marcatori | 18’ Ouakili |

| Arbitro: | Hilmes |

|                        |           |  |
| Kir'jakov 5’ Ćirić 16’ | Marcatori |  |

| Arbitro: | Perl |

|                                           |           |  |
| Vier 55’ Luginger 76’ Lipinski 90’ (rig.) | Marcatori |  |

| Arbitro: | Weiner |

|                                   |           |          |
| Ouakili 56’ Ćirić 69’ Tiffert 88’ | Marcatori | 81’ Türr |

| Arbitro: | Schütz |

|                       |           |  |
| Marić 90’ Blessin 90’ | Marcatori |  |

| Arbitro: | Kircher |

|  |           |                                             |
|  | Marcatori | 48’ Ristau 61’ Müller 64’ Peschel 69’ Marić |

| Arbitro: | Schößling |

|                                 |           |  |
| Rödlund 28’ Hilfiker 54’ (aut.) | Marcatori |  |

| Arbitro: | Heynemann |

|                                   |           |                       |
| Ašanin 27’, 58’ van Lent 67’, 77’ | Marcatori | 14’ Tiffert 65’ Ćirić |

| Arbitro: | Wezel |

|                           |           |           |
| Ćirić 56’, 66’ Rösler 84’ | Marcatori | 89’ Licht |

| Arbitro: | Margenberg |

|                     |           |             |
| Becker 13’ Roth 89’ | Marcatori | 89’ Ouakili |

| Arbitro: | Haupt |

|           |           |                  |
| Ćirić 59’ | Marcatori | 25’, 70’ Ibrahim |

| Arbitro: | Gettke |

|                       |           |             |
| Klopp 38’ Machado 87’ | Marcatori | 29’ Ouakili |

| Arbitro: | Meyer |

|            |           |                                |
| Walker 67’ | Marcatori | 8’ Driller 41’ Nikl 50’ Hobsch |

| Arbitro: | Hilmes |

|           |           |  |
| Skela 14’ | Marcatori |  |

### Coppa di Germania
| Arbitro: | Gagelmann |

|  |           |                                       |
|  | Marcatori | 18’ (rig.), 74’ Rösler 57’, 81’ Ćirić |

| Arbitro: | Strampe |

|                      |           |                                  |
| Rösler 4’ Walker 68’ | Marcatori | 35’ Sanneh 56’ Dárdai 94’ Aračić |

## Statistiche

### Statistiche di squadra
| Competizione      | Punti | In casa | In casa | In casa | In casa | In casa | In casa | In trasferta | In trasferta | In trasferta | In trasferta | In trasferta | In trasferta | Totale | Totale | Totale | Totale | Totale | Totale | DR |
| Competizione      | Punti | G       | V       | N       | P       | Gf      | Gs      | G            | V            | N            | P            | Gf           | Gs           | G      | V      | N      | P      | Gf     | Gs     | DR |
| ----------------- | ----- | ------- | ------- | ------- | ------- | ------- | ------- | ------------ | ------------ | ------------ | ------------ | ------------ | ------------ | ------ | ------ | ------ | ------ | ------ | ------ | -- |
| 2. Bundesliga     | 40    | 17      | 8       | 4       | 5       | 25      | 22      | 17           | 2            | 6            | 9            | 17           | 28           | 34     | 10     | 10     | 14     | 42     | 50     | -8 |
| Coppa di Germania | -     | 1       | 0       | 0       | 1       | 2       | 3       | 1            | 1            | 0            | 0            | 4            | 0            | 2      | 1      | 0      | 1      | 6      | 3      | +3 |
| Totale            | 40    | 18      | 8       | 4       | 6       | 27      | 25      | 18           | 3            | 6            | 9            | 21           | 28           | 36     | 11     | 10     | 15     | 48     | 53     | -5 |

### Andamento in campionato
| Giornata  | 1 | 2 | 3 | 4 | 5 | 6 | 7 | 8 | 9 | 10 | 11 | 12 | 13 | 14 | 15 | 16 | 17 | 18 | 19 | 20 | 21 | 22 | 23 | 24 | 25 | 26 | 27 | 28 | 29 | 30 | 31 | 32 | 33 | 34 |
| --------- | - | - | - | - | - | - | - | - | - | -- | -- | -- | -- | -- | -- | -- | -- | -- | -- | -- | -- | -- | -- | -- | -- | -- | -- | -- | -- | -- | -- | -- | -- | -- |
| Luogo     | T | C | T | C | T | C | T | C | T | C  | C  | T  | C  | T  | C  | T  | C  | C  | T  | C  | T  | C  | T  | C  | T  | C  | T  | T  | C  | T  | C  | T  | C  | T  |
| Risultato | V | N | N | V | N | V | P | V | V | P  | N  | N  | N  | N  | V  | P  | N  | V  | N  | P  | N  | V  | P  | V  | P  | P  | P  | P  | V  | P  | P  | P  | P  | P  |
| Posizione | 6 | 4 | 6 | 4 | 6 | 4 | 7 | 4 | 3 | 3  | 3  | 3  | 3  | 4  | 3  | 4  | 5  | 4  | 4  | 5  | 6  | 5  | 6  | 5  | 7  | 7  | 8  | 9  | 8  | 9  | 10 | 13 | 12 | 13 |

Legenda:

Luogo: C = Casa; T = Trasferta. Risultato: V = Vittoria; N = Pareggio; P = Sconfitta.

### Statistiche dei giocatori
| Giocatore        | 2. Bundesliga | 2. Bundesliga | 2. Bundesliga | 2. Bundesliga | Coppa di Germania | Coppa di Germania | Coppa di Germania | Coppa di Germania | Totale   | Totale | Totale      | Totale     |
| Giocatore        | Presenze      | Reti          | Ammonizioni   | Espulsioni    | Presenze          | Reti              | Ammonizioni       | Espulsioni        | Presenze | Reti   | Ammonizioni | Espulsioni |
| ---------------- | ------------- | ------------- | ------------- | ------------- | ----------------- | ----------------- | ----------------- | ----------------- | -------- | ------ | ----------- | ---------- |
| D. Adamović      | 1             | 0             | 0             | 0             | 0                 | 0                 | 0                 | 0                 | 1        | 0      | 0           | 0          |
| B. Akrapović     | 18            | 0             | 5             | 1             | 2                 | 0                 | 1                 | 0                 | 20       | 0      | 6           | 1          |
| T. Aksoy         | 1             | 0             | 1             | 0             | 0                 | 0                 | 0                 | 0                 | 1        | 0      | 1           | 0          |
| M. Benthin       | 4             | 0             | 1             | 0             | 0                 | 0                 | 0                 | 0                 | 4        | 0      | 1           | 0          |
| T. Boban         | 4             | 0             | 1             | 0             | 0                 | 0                 | 0                 | 0                 | 4        | 0      | 1           | 0          |
| T. Bohne         | 2             | 0             | 0             | 0             | 0                 | 0                 | 0                 | 0                 | 2        | 0      | 0           | 0          |
| A. Brinkmann     | 29            | 1             | 5             | 1             | 2                 | 0                 | 1                 | 0                 | 31       | 1      | 6           | 1          |
| M. Can           | 3             | 0             | 1             | 0             | 1                 | 0                 | 0                 | 0                 | 4        | 0      | 1           | 0          |
| F. Copado        | 21            | 2             | 5             | 1             | 2                 | 0                 | 2                 | 0                 | 23       | 2      | 7           | 1          |
| N. Creutzmann    | 1             | 0             | 0             | 0             | 0                 | 0                 | 0                 | 0                 | 1        | 0      | 0           | 0          |
| E. Empere        | 0             | 0             | 0             | 0             | 0                 | 0                 | 0                 | 0                 | 0        | 0      | 0           | 0          |
| M. Fuß           | 0             | 0             | 0             | 0             | 0                 | 0                 | 0                 | 0                 | 0        | 0      | 0           | 0          |
| R. Görtz         | 2             | 0             | 0             | 1             | 0                 | 0                 | 0                 | 0                 | 2        | 0      | 0           | 1          |
| M. Hamann        | 25            | 1             | 3             | 0             | 2                 | 0                 | 1                 | 0                 | 27       | 1      | 4           | 0          |
| A. Hilfiker      | 32            | 0             | 3             | 0             | 2                 | 0                 | 0                 | 0                 | 34       | 0      | 3           | 0          |
| G. Jaekel        | 0             | 0             | 0             | 0             | 0                 | 0                 | 0                 | 0                 | 0        | 0      | 0           | 0          |
| O. Kapagiannidis | 7             | 0             | 1             | 0             | 0                 | 0                 | 0                 | 0                 | 7        | 0      | 1           | 0          |
| E. Kern          | 7             | 0             | 0             | 0             | 0                 | 0                 | 0                 | 0                 | 7        | 0      | 0           | 0          |
| S. Kir'jakov     | 28            | 3             | 5             | 1             | 2                 | 0                 | 0                 | 0                 | 30       | 3      | 5           | 1          |
| C. Kocak         | 3             | 0             | 0             | 0             | 2                 | 0                 | 0                 | 0                 | 5        | 0      | 0           | 0          |
| I. Kozák         | 30            | 0             | 6             | 2             | 1                 | 0                 | 0                 | 0                 | 31       | 0      | 6           | 2          |
| M. Lünsmann      | 5             | 0             | 0             | 0             | 0                 | 0                 | 0                 | 0                 | 5        | 0      | 0           | 0          |
| S. Malchow       | 0             | 0             | 0             | 0             | 0                 | 0                 | 0                 | 0                 | 0        | 0      | 0           | 0          |
| J. Melzig        | 16            | 0             | 1             | 1             | 0                 | 0                 | 0                 | 0                 | 16       | 0      | 1           | 1          |
| A. Njie          | 0             | 0             | 0             | 0             | 0                 | 0                 | 0                 | 0                 | 0        | 0      | 0           | 0          |
| A. Ouakili       | 25            | 7             | 7             | 0             | 2                 | 0                 | 1                 | 0                 | 27       | 7      | 8           | 0          |
| U. Rösler        | 28            | 6             | 6             | 1             | 2                 | 3                 | 1                 | 0                 | 30       | 9      | 7           | 1          |
| B. Sabani        | 0             | 0             | 0             | 0             | 0                 | 0                 | 0                 | 0                 | 0        | 0      | 0           | 0          |
| A. Shakiri       | 14            | 0             | 3             | 0             | 0                 | 0                 | 0                 | 0                 | 14       | 0      | 3           | 0          |
| J. Suchopárek    | 23            | 1             | 7             | 1             | 2                 | 0                 | 0                 | 0                 | 25       | 1      | 7           | 1          |
| Z. Szewczyk      | 20            | 0             | 3             | 0             | 0                 | 0                 | 0                 | 0                 | 20       | 0      | 3           | 0          |
| I. Taljević      | 1             | 0             | 0             | 0             | 0                 | 0                 | 0                 | 0                 | 1        | 0      | 0           | 0          |
| C. Tiffert       | 8             | 2             | 1             | 0             | 0                 | 0                 | 0                 | 0                 | 8        | 2      | 1           | 0          |
| M. Tredup        | 29            | 1             | 4             | 2             | 2                 | 0                 | 0                 | 0                 | 31       | 1      | 4           | 2          |
| M. Walker        | 32            | 3             | 12            | 0             | 2                 | 1                 | 1                 | 0                 | 34       | 4      | 13          | 0          |
| N. Weiland       | 17            | 0             | 4             | 0             | 0                 | 0                 | 0                 | 0                 | 17       | 0      | 4           | 0          |
| S. Ćirić         | 32            | 14            | 3             | 0             | 2                 | 2                 | 0                 | 0                 | 34       | 16     | 3           | 0          |